# Rodrigo Contreras (ciclista)
Rodrigo Contreras Pinzón (Villapinzón, Cundinamarca, 2 de junio de 1994) es un ciclista profesional colombiano. Desde 2024 corre para el equipo colombiano NU Colombia de categoría Continental.

## Palmarés
2013
- 1 etapa de la Vuelta a Bolivia

2014
- 2.º en el Campeonato de Colombia Contrarreloj sub-23
- Campeonato Panamericano Contrarreloj sub-23

2017
- 2.º en el Campeonato de Colombia Contrarreloj
- 1 etapa de la Vuelta al Tolima
- 2.º en el Campeonato Panamericano Contrarreloj
- Juegos Bolivarianos Contrarreloj

2018
- Vuelta al Valle del Cauca, más 1 etapa
- Vuelta a Tolima, más 1 etapa
- Juegos Suramericanos Contrarreloj
- Juegos Centroamericanos y del Caribe Contrarreloj
- 2 etapas de la Vuelta a Colombia

2019
- 1 etapa del Tour de Ruanda

2022
- Campeonato Panamericano Contrarreloj
- Vuelta al Valle del Cauca
- 1 etapa de la Vuelta a Colombia
- 2.º en los Juegos Bolivarianos Contrarreloj
- 2.º en los Juegos Bolivarianos en Ruta
- 2.º en los Juegos Suramericanos Contrarreloj

2023
- 3.º en el Campeonato de Colombia Contrarreloj

2024
- 3.º en el Campeonato de Colombia Contrarreloj
- Tour Colombia
- 1 etapa de la Vuelta Bantrab
- Vuelta a Colombia, más 2 etapas

2025
- 2.º en el Campeonato Panamericano Contrarreloj
- Vuelta a Colombia, más 1 etapa

## Resultados en Grandes Vueltas y Campeonatos del Mundo
Durante su carrera deportiva ha conseguido los siguientes puestos en las Grandes Vueltas y en los Campeonatos del Mundo:
| Carrera              | Carrera              | 2016 | 2017 | 2018 | 2019 | 2020  | 2021 | 2022 |
| -------------------- | -------------------- | ---- | ---- | ---- | ---- | ----- | ---- | ---- |
|                      | Giro de Italia       | —    | —    | —    | —    | 110.º | —    | ―    |
|                      | Tour de Francia      | —    | —    | —    | —    | —     | —    | ―    |
|                      | Vuelta a España      | —    | —    | —    | —    | —     | —    | ―    |
| Mundial en Ruta      | Mundial en Ruta      | —    | —    | —    | —    | —     | —    | Ab.  |
| Mundial Contrarreloj | Mundial Contrarreloj | —    | —    | 37.º | —    | —     | —    | 31.º |

—: no participa

Ab.: abandono

## Equipos
- Colombia Coldeportes (2013)
- Coldeportes-Claro (2014-2015)
- Etixx-Quick Step (08.2015[2] -2016)
- Coldeportes Zenú (2017)
- EPM (2018)
- Astana[3] (2019-2021)
  - Astana Pro Team (2019-2020)
  - Astana-Premier Tech (2021)
- EPM-Scott (2022)[4]
- Colombia Pacto por el Deporte (2023)
- NU Colombia (2024-)